# Troy Vincent
Troy Darnell Vincent (Trenton, 8 giugno 1970) è un ex giocatore di football americano statunitense che ha giocato nel ruolo di cornerback nella National Football League (NFL).

## Carriera

### Miami Dolphins
Dopo avere giocato al college giocò a football a Wisconsin, Vincent fu scelto come settimo assoluto nel Draft NFL 1992 dai Miami Dolphins. Vi giocò per quattro stagioni con un massimo di 5 intercetti sia nel 1994 che nel 1995.

### Philadelphia Eagles
Vincent firmò coi Philadelphia Eagles nel 1996, dove giocò per otto stagioni e fu convocato per cinque Pro Bowl consecutivi tra il 1999 e il 2003. Nel 2007 fu annunciato come uno dei membri della formazione ideale del 75º anniversario della franchigia. Vincent condivide il record per il più lungo intercetto nella storia del club, avvenuto contro i Dallas Cowboys nel 1996: dopo che il compagno James Willis intercettò Troy Aikman quattro yard dentro la end zone, corse per 14 yard prima di passare il pallone lateralmente a Vincent, che lo ritornò per 90 yard in un touchdown da 104 yard.

### Buffalo Bills
Prima della stagione 2004, Vincent firmò come free agent un contratto coi Buffalo Bills per sostituire il partente Antoine Winfield. Vi giocò sia come cornerback, il ruolo che aveva interpretato per tutta la carriera, ma anche come safety prima di infortunarsi a un ginocchio ed essere sostituito da Terrence McGee.

### Washington Redskins
Il 12 ottobre 2006, Vincent fu svincolato dai Bills, firmando così con i Washington Redskins, con cui il 5 novembre 2006 giocò forse una delle migliori gare della carriera contro Dallas Cowboys, mettendo a segno 6 tackle e bloccando un cruciale field goal da 35 yard del kicker Mike Vanderjagt mentre il tempo andava esaurendosi. Tale blocco, assieme a una penalità a proprio favore di 15 yard, permise ai Redskins di riportare il pallone in raggio da field goal per il kicker Nick Novak e di vincere 22-19, in una partita denominata "Hand of God game". Il 22 febbraio 2007, i Redskins svincolarono Vincent.

## Palmarès
- Convocazioni al Pro Bowl: 5

1999, 2000, 2001, 2002, 2003
- All-Pro: 3

2000, 2001, 2002
- Leader della NFL in intercetti: 1

1999
- Walter Payton NFL Man of the Year Award: 1

2002
- PFWA All-Rookie Team - 1992
- "Whizzer" White NFL Man of the Year - 2002
- Bart Starr Man of the Year Award - 2004
- Eagles Hall of Fame
- Formazione ideale del 75º anniversario dei Philadelphia Eagles

## Statistiche
| Tackle     | 749 |
| Sack       | 5,5 |
| Intercetti | 47  |